# Badar
Badar (en macédonien Бадар) est un village du nord de la Macédoine du Nord, situé dans la municipalité de Petrovets. Le village comptait 15 habitants en 2002.

## Démographie
Lors du recensement de 2002, le village comptait :
- Macédoniens : 9
- Roms : 5
- Autres : 1